# Corbu (Constanța)
Corbu es una comuna rumana del condado de Constanța.

## Geografía
La comuna está ubicada en la región de Dobruja septentrional.

## Historia
En la segunda mitad del siglo XX la comuna estaba compuesta por las localidades de Corbu, Vadu y Luminița y pertenecía al condato de Constanța. En el censo de 2021 la comuna tenía una población de 5727 habitantes.